# 21964 Kevinhousen
21964 Kevinhousen este un asteroid din centura principală de asteroizi.

## Descriere
21964 Kevinhousen este un asteroid din centura principală de asteroizi. A fost descoperit pe 13 noiembrie 1999 la Stația Anderson Mesa în cadrul programului LONEOS. Asteroidul prezintă o orbită caracterizată de o semiaxă mare de 3,21 ua, o excentricitate de 0,04 și o înclinație de 13,8° în raport cu ecliptica.